# Magnicourt
Magnicourt település Franciaországban, Aube megyében. Lakosainak száma 85 fő (2022. január 1.). Magnicourt Aulnay, Brillecourt, Chalette-sur-Voire, Molins-sur-Aube, Pougy és Verricourt községekkel határos.

## Népesség
A település népessége az elmúlt években az alábbi módon változott:
| Lakosok száma | 81   | 82   | 79   | 67   | 70   | 75   | 82   | 87   | 90   | 85   |
|               | 1968 | 1982 | 1990 | 2006 | 2013 | 2015 | 2017 | 2019 | 2020 | 2022 |